# Posiołok sowchoza imieni Lwa Tołstogo
Posiołok sowchoza imieni Lwa Tołstogo (ros. Посёлок совхоза имени Льва Толстого) – osiedle w Rosji, w obwodzie lipieckim, w rejonie lew-tołstowskim. W 2010 liczyło 670 mieszkańców.